# Araneus expletus
Araneus expletus este o specie de păianjeni din genul Araneus, familia Araneidae. A fost descrisă pentru prima dată de O. P.-cambridge, 1889. Conform Catalogue of Life specia Araneus expletus nu are subspecii cunoscute.